# 足壘球
足壘球是一種結合壘球和足球的運動，曾經在物質不充裕的臺灣小學當中流行，簡單來說是以壘球的規則踢足球，以腳代替球棒，而防守者可徒手接球，但至今尚無明確的規則可尋，通常是在比賽前協調規則。由於足壘球根本就不是正式的比賽項目，儘管器材簡便，場地限制少，比賽球員參與程度高，但早已不是一項廣受學生歡迎的運動。

## 簡易足壘球規則

### 防守位置
- 投手區為一個半徑2~1.5公尺的圓圈。投手得在投手區內任一位置投球。
- 外野手可以縮小防守範圍，到內野防守。
- 內野手在球未踢出前可以跑到投手板前區域防守。
- 各壘手及捕手於封殺跑壘員時得阻擋在跑壘員之行進路線。
- 游擊手在球未踢出前能進到內野區。

### 打擊
打擊者必須將在有效踢球區域內將球踢出，有效踢球區為半徑1.5公尺之四分之一圓。若踢球時超出有效打擊區，不論球數為何，一律判定出局。
兩好球之後第三球若踢出界外，則打擊者判定三振出局。
投手投球一定要投滾地，否則一律判定壞球。在三個壞球之後，打擊者保送上一壘。
投手只要將球投至有效踢球區內，若打擊者未踢球、踢出界外或者揮棒落空(沒有踢到球)，此球判定好球。

### 接殺出局
- 打擊者踢出高飛球，在球未落地前被防守球員直接接住，此時打擊者被判定出局。
- 打擊者被判定接殺，壘上所有跑壘員必須回到原壘包，否則防守隊可以傳球至有跑壘者的壘包，封殺出局。

### 封殺出局
- 打擊者將球踢出後未被接殺，也沒有出界則為安打。
- 打擊者必須以最快的速度跑向一壘，若防守隊較早將球傳到一壘手並踩在壘包上，則判定  跑者封殺出局。

### 停止跑壘
- 當打擊者將球踢成外野安打時，在防守隊尚未拿到球傳回投手區時，跑壘者可以繼續往下。
- 若球傳回投手區時，跑壘者必須迅速站上壘包(往前一壘或原壘包)，否則防守隊仍可以將跑壘者封殺出局。
- 投手得在投手區內任一位置接球。(有一腳踩在圈內即可)。
- 若球滾出死球線外則一切動作暫停。跑壘者必須迅速站上壘包(往前一壘或原壘包)。
- 若跑壘者踢出超遠的球，不管球傳回來了沒，最多也只能跑到三壘。

### 得分
- 跑壘者由一壘、二壘、三壘依序推進回到本壘，若未被封殺而且未漏踩任一壘包則得一分。

### 盜壘及滑壘
- 棒球場上的盜壘及滑壘，在足壘球比賽中是不被允許的，滑壘者判定出局，盜壘者則判定回原壘包

注意：跑壘者不能在球未踢出前先行離開壘包。